# شائونتی هینتون
شائونتی هینتون (به انگلیسی: Shauntay Hinton) (زاده ۲۶ فوریه ۱۹۷۹) بازیگر، مدل و ملکه زیبایی اهل آمریکا است.
او در سال ۲۰۰۲ ملکه زیبایی ایالات متحده آمریکا شد و به نمایندگی از آمریکا در مراسم دوشیزه جهان ۲۰۰۲ شرکت کرد اما مقامی کسب نکرد.